# まつや
株式会社まつや（英: Matsuya Co., Ltd）は、石川県かほく市に本社を置き、飲食店経営、味噌の製造加工および販売をおこなう株式会社である。牛丼チェーンの松屋とは無関係である。

## 概要
元々は1964年（昭和39年）より飲食店を経営していたが、1967年（昭和42年）にとり野菜みその製造販売を開始し、チェーン店を展開。1974年（昭和49年）に有限会社化し、「有限会社まつや」となる。1989年（平成元年）に株式会社に改組し、現在に至っている。
まつやのルーツは江戸時代にまで遡り、初代当主の松屋和平は北前船の廻船問屋を営んでいたと言われている。
コンビニエンスストアとのコラボ商品を北陸地方限定・期間限定で販売しており、サンクスと合併前のサークルKから北陸地方限定で「とり野菜みそ うどん鍋」、ファミリーマートから、北陸地区限定商品として「とり野菜みそ鍋（惣菜）」などを発売している。

## 沿革
- 1964年（昭和39年） - 飲食店経営を始める。
- 1967年（昭和42年） - 「とり野菜みそ」の製造販売を始めチェーン店の展開を行う。
- 1973年（昭和48年） - 「とり野菜みそ」をスーパーなどに販売。
- 1974年（昭和49年） - 有限会社化、有限会社まつやとなる。
- 1989年（平成元年） - 株式会社化、株式会社まつやに改組。
- 2000年（平成12年） - コンビニエンスストアのサークルKから「とり野菜みそ うどん鍋」を発売。
- 2005年（平成17年） - 松本啓志を社長、松本啓治を会長とする。
- 2008年（平成20年）7月 - フルオート生産システムを導入した新工場竣工。
- 2017年（平成29年）5月 - レストランまつや一時休業[3]。